# كتيبة الإمام شامل
كتيبة الإمام شامل، (الروسية:батальон имама шамиля) هي جماعة إسلامية مسلحة تنشط أساسا في شمال القوقاز، الشيشان وروسيا، تعتبر الكتيبة فرعا من فروع تنظيم القاعدة.

## الاسم
أصل تسمية المجموعة نفسها بكتيبة الإمام شامل تعود في الحقيقة إلى الإمام شامل الداغستاني، وهو واحد من المقاومين الذين حاربو ضد الإمبراطورية الروسية خلال حرب القوقاز، كما أنه كان إماماً لإمامة القوقاز.